# Anna Bijns
Anna Bijns (Anversa, 5 marzo 1493 – Anversa, 10 aprile 1575) è stata una poetessa fiamminga, che scriveva in lingua olandese.

## Biografia
Figlia primogenita di un sarto, dopo la morte del padre e il matrimonio della sorella aprì una scuola ad Anversa insieme al fratello Martin. Era anche una suora cattolica ed esercitò la professione di insegnante fino all'età di ottant'anni.
Anna Bijns fu una delle rare donne a far parte della gilda degli insegnanti. I francescani la incoraggiarono a pubblicare sue opere. La sua prima opera pubblicata è stato Dit is een schoon ende suverlick boecxken inhoudende veel scoone constige refereinen van de eersame ende ingeniose maecht, Anna Bijn (Questo è un libretto di ritornelli puro e bello dell'onorevole e geniale vergine Anna Bijns). Fu pubblicato nel 1528 da Jacob van Liesvelt ad Anversa. Ottenne il riconoscimento degli umanisti del Rinascimento, che la considerarono l'autrice in lingua olandese più popolare del XVI secolo.
La sua opera consiste di poesie religiose e morali, poesie polemiche ("refereinen") contro Martin Lutero (che Anna Bijns considerava strumento del male), poesie d'amore e varie satire.
Considerata una paladina della Controriforma nei Paesi Bassi, fu paragonata a Philips van Marnix.

## Opposizione di Anna Bijns al matrimonio
Nella società medioevale le donne erano libere di appartenere a una gilda, di esercitare una professione, di istruirsi ecc. Erano considerate quasi alla pari degli uomini. Le cose cominciarono a cambiare all'inizio del XIV secolo, quando lo status economico e sociale delle donne cominciò a perdere importanza. Per quasi due secoli le donne furono escluse dai circoli importanti della società. Non potevano esercitare un mestiere e la loro principale occupazione consisteva nell'occuparsi della casa e servire il marito. Intorno al XVI secolo il numero delle donne nubili cominciò a crescere rapidamente e gli scrittori cominciarono a mostrare la vera immagine del matrimonio. Molti di loro sottolineavano che il matrimonio, per essere felice, doveva basarsi sull'affetto e sul rispetto reciproco tra i coniugi. Però il fatto che la tradizione impedisse a una donna di scegliere chi sposare comportava una condizione di subordinazione al marito. Perciò, secondo quegli scrittori, il matrimonio felice era poco più che un miraggio.
Anna Bijns fu tra i più ardenti difensori dell'idea che una donna non dovrebbe essere asservita al marito. Anna Bijns è unica perché fu tra quelle donne della sua epoca che non si sposarono mai e non sentirono mai il bisogno di farlo. Vedendo quanto fosse infelice il matrimonio della sorella, Anna Bijns si oppose fermamente alle pressioni sociali che la spingevano a sposarsi e addirittura scrisse una poesia che incoraggiava le ragazze giovani a rimanere nubili, indicando loro i motivi per non sposarsi. La poesia fu pubblicata in un'antologia pubblicata alla fine della sua vita.
"Senza giogo è meglio! Felice la donna senza uomo". Questo è il messaggio che Anna Bijns cerca di trasmettere con quella controversa poesia. In alcuni punti la poesia è cruda e oscena, ma ciononostante è un tentativo coraggioso di attaccare le rigide convinzioni sociali del XVI secolo, che tendevano a ostracizzare una donna non sposata. Anna Bijns critica aspramente il vecchio detto "Dov'è il tuo sposo? Dov'è il tuo onore?" e considera il matrimonio solo un peso che impedisce a una donna di fiorire e lentamente la porta alla morte fisica e mentale. Secondo la poetessa, mentre la ragazza sposata diventa la schiava di suo marito, la ragazza nubile "è padrone e padrona". La ragazza nubile ha il controllo della sua vita e non dipende da nessuno. Inoltre, la donna nubile ha la libertà di agire come piace a lei e non cerca di vivere secondo le aspettative di qualcun altro. "La libertà è una cosa santa", dice Anna Bijns. Equiparando il matrimonio al "tradimento" e alla "condanna a un destino terribile", la poetessa cerca di convincere le sue lettrici che se vogliono essere felici e contente devono stare lontane dal matrimonio e non farsi facilmente irretire dagli uomini che promettono di costruire "castelli in aria".
"Crudele matrimonio!" è l'espressione che Anna Bijns usa per descrivere l'atto del santo matrimonio tenuto in così grande onore da altri. La poetessa deride apertamente quelle ragazze, secondo lei ingenue, che si lanciano nel matrimonio senza riflettere e le chiama senza riguardi "sgualdrine" e "donnacce". A quell'epoca le donne sposate erano considerate dei modelli dalla società, invece Anna Bijns le considera personificazione della frivolezza e della stupidità e non nasconde il suo disprezzo nei loro confronti. Ancora più grande è il suo odio per gli uomini che, secondo lei, non fanno altro che bere senza limiti e abusano delle loro donne senza giustificazione. Anna Bijns guarda alla vita familiare con grande realismo e si oppone con fermezza a quei moralisti e capi religiosi del XV e XVI secolo, secondo i quali il matrimonio, sia per gli uomini che per le donne, era la migliore occasione per realizzarsi ed essere felici. Invece per Anna Bijns il matrimonio non era altro che scontri e litigi continui.
La poesia di Anna Bijns si distingue dagli altri testi coevi che trattano di matrimoni infelici perché l'autrice non ha paura di affrontare i temi più delicati. Qualcuno potrebbe rimproverarle di attaccare una cosa che lei non conosce, ciononostante l'opera di Anna Bijns diede un forte impulso al riconoscimento dei diritti e della libertà delle donne.

## Opere
- Refereinen, tre collezioni di poesie pubblicate nel 1528, 1548 e 1567.